# Целестинув (Отвоцький повіт)
Целестинув (пол. Celestynów) — село в Польщі, у гміні Целестинув Отвоцького повіту Мазовецького воєводства.
Населення — 4991 особа (2011).
У 1975-1998 роках село належало до Варшавського воєводства.

## Демографія
Демографічна структура станом на 31 березня 2011 року:
|          | Загалом | Допрацездатний вік | Працездатний вік | Постпрацездатний вік |
| -------- | ------- | ------------------ | ---------------- | -------------------- |
| Чоловіки | 2428    | 562                | 1669             | 197                  |
| Жінки    | 2563    | 507                | 1583             | 473                  |
| Разом    | 4991    | 1069               | 3252             | 670                  |